# 公共屋邨連環劫殺老婦案
公共屋邨連環劫殺老婦案是2006年至2008年在香港荃灣石圍角邨及深水埗石硤尾邨發生的2件命案，48歲家庭主婦李瑞香因為經濟問題而尋找長者充當劫財獵物，她先後結識了2名80多歲的獨居老婦，與老婦混熟後，乘機上門到她們的寓所行劫，並殺害滅口。經警方調查後，李瑞香被拘捕及起訴，控以2項謀殺罪名。2009年8月28日，香港高等法院裁定李瑞香罪名成立，判處終身監禁。

## 背景
1999年，李瑞香自任職的茶樓侍應失業，要申請綜援維持生計，2年後丈夫亦因癌症去世。至2006年末，李瑞香在天華邨的公屋單位因欠租而被房屋署收回，於是她與么男和孫女遷入洪水橋一棟村屋居住。么男任職超市，對家人頗為孝順；孫女在天水圍官立小學就讀，由李瑞香負責接送上學。李瑞香待人親切有禮，而且每個月都會準時繳租，一家人打扮毫不寒酸，故鄰里不覺得她有經濟困難，並認為她是個典型「師奶」。
吳基鑾（81歲），是名獨居老婦，早年喪夫，本來與3名子女同住石圍角邨石芳樓504室，但子女相繼成家立室搬離。吳基鑾為人和順，生活非常有規律，每天清早都會下樓晨運，然後前往品茗和鄰里閒聊，回家後她會打開大門，只鎖好鐵閘，並坐在門口側的椅子上看電視，因此與鄰里的關係良好密切。惟在2005年，她於寓所廚房內摔倒，導致盤骨骨裂，行動不便，要用拐杖輔助行走。
顏算（87歲），亦是名獨居老婦，來自福建，本來與丈夫居住在石硤尾邨美彩樓1139室，惟丈夫在2006年去世，她沒有子女，但有1名感情甚佳的誼子，誼子十分關心她，經常致電問候和登門探訪。她靠綜援維生，需要用拐杖輔助步行，平常習慣打開大門及鐵閘坐在樓層走廊乘凉，並以福建話跟鄰居打招呼，雖然鄰居都聽不懂，但也很樂意關顧她。

## 案發經過

### 首次犯案
2006年12月，李瑞香被房屋署追討其天華邨單位的租金，惟她只靠著綜援每月的4,000元過活，沒能力繳租，便連續多天到石圍角邨的各個休憩角落向長者搭訕，希望有長者能心軟給她2,000元。到12月6日早上，李瑞香在一家銀行外成功向剛買完菜的吳基鑾搭訕，李瑞香為了博取好感，馬上幫行動不便的吳基鑾拿食物並出手攙扶回家；到了吳基鑾寓所，二人閒聊了約2小時後李瑞香離開。翌日（12月7日），李瑞香再次來到吳基鑾的寓所，閒聊半小時，途中李瑞香突然詢問吳基鑾借2,000元，吳基鑾立刻拒絕並感到生氣，認為只是認識李瑞香沒多久而不想借錢。李瑞香借錢失敗，深感不滿，便打算搶劫吳基鑾，從神台拿起一支1呎長的木棍，打向吳基鑾的頭部和手臂，吳基鑾痛極難耐大聲呼叫，於是她以膠帶封起吳基鑾的嘴巴和綑綁雙手，再亂棍毆打，吳基鑾的頭部被棒打十多次、重擊7次；很快地吳基鑾已倒臥血泊奄奄一息，李瑞香驚惶失措，立即清理現場血跡、以毛巾蓋在吳基鑾血肉模糊的臉上、洗手、換上吳基鑾的拖鞋，並把自己染有血跡的鞋子、木棍及膠紙卷放進一個超市塑膠袋裏，由於怕驚動鄰里，在還沒來得及搜掠錢財就奪門而逃，離開後她將袋子帶到綠楊新邨扔掉。
12月8日早上9時許，吳基鑾的鄰居發現已有2天未見吳基鑾出入，而且其寓所大門也一直關上，擔心吳基鑾發生意外，遂敲門查詢但毫無回應，再循大門信箱隙縫窺望內裡情況，赫見吳基鑾臉朝天躺在客廳與廁所之間的地上、雙手被膠帶向前綑綁、身旁有大攤血漬，鄰居立刻報警。警方與消防員破門，證實吳基鑾已當場死亡，現場調查發現沒有掙扎及搜掠痕跡，也沒有財物損失。

### 再度犯案
2008年2月，李瑞香借了兒子和朋友的錢，而且仍沒還清房屋署的20,000元欠租，經濟狀況陷入困難，因此李瑞香決定行劫長者來幫補自己的經濟。在2月23日，李瑞香在大窩口邨尋找目標單位，找著獨居的老翁梁有漢（70餘歲）的寓所，李瑞香遂假扮成社會福利署的義工要幫忙登門打掃，借詞讓梁有漢開門讓她進屋，成功進屋後李瑞香讓梁有漢吃下安眠藥，不久梁有漢便倒頭大睡，李瑞香隨即開始洗劫，最後成功取得10,000元離開。

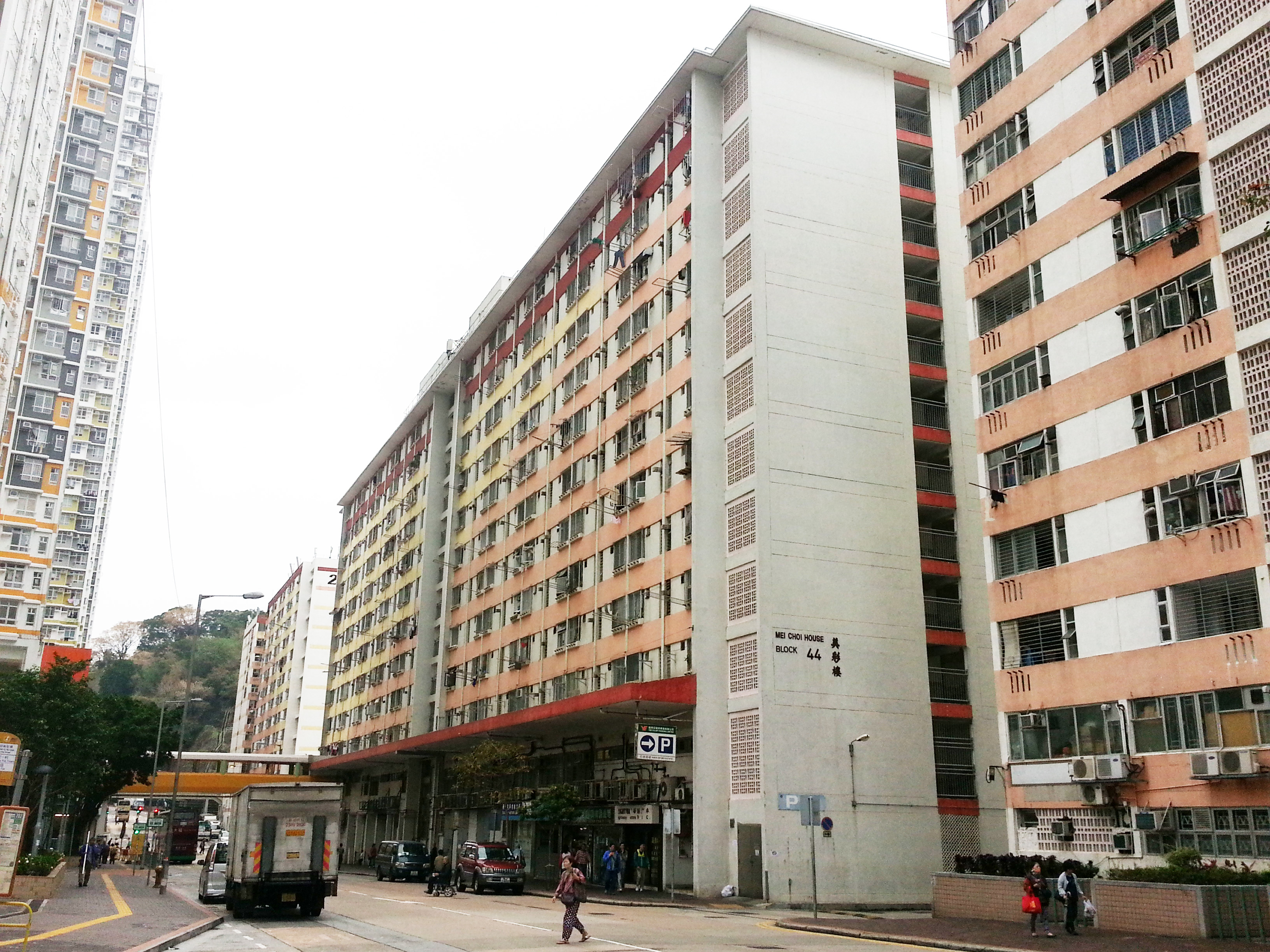
顏算寓所所在的美彩樓

3月4日早上，李瑞香到石硤尾邨尋找可行劫的長者，在10點左右發現顏算剛從石硤尾買完菜，與鄰居郭迎兒坐在一家酒樓外乘涼，然後結伴回家，郭迎兒幫顏算提著食物，李瑞香便鎖定顏算作獵物，於是慢慢從後尾隨二人。11點01分，顏算和郭迎兒到達美彩樓並進入升降機，李瑞香遂馬上跟著進去，到了10樓，3人一同離開升降機，由於前往單數樓層的升降機停用，顏算需要再走樓梯上1層到11樓才能回到家，惟顏算行動不便；李瑞香看見這個機會，立即出手攙扶顏算到家門口，而郭迎兒則將食物放在門口便離去。顏算開門進屋，李瑞香也跟著進去，甫關門李瑞香隨即露出真面目行劫，顏算趕緊給出1副金耳環試圖打發李瑞香，但李瑞香繼續要求顏算拿出更多現金；在這個時候，單位外傳出其他人的聲響，李瑞香立刻用膠紙封起顏算嘴巴避免其大叫求救、再用繩子綁起顏算雙手，然後腳踢20多次、其中7次用力踢在頭部，顏算奄奄一息倒臥在陽台廚房地上。李瑞香拿了一張紅色毛毯蓋在顏算血肉模糊的臉上，及後開始洗劫，她將顏算的錢包、身份證、鑰匙、銀行存摺及提款用剩的900元拿走，並於11點41分離開單位。12點30分，李瑞香到旺角的萬福珠寶以496元售出金耳環。
3月6日及7日，誼子多次致電顏算，但都聯絡不上，故在3月7日早上9點45分帶同妻子一起登門探訪。惟顏算沒出來開門，誼子遂用後備鑰匙進屋，驚見顏算倒臥在陽台廚房與廁所之間的地上、血肉模糊的臉被紅色毛巾蓋著、嘴巴被膠帶封起、雙手被繩索綑綁著，誼子立即著妻子報警。警方與救護員到場，見顏算已明顯死亡，而且單位有搜掠跡象和財物損失，但沒有掙扎或打鬥痕跡，警方在大門門柄上檢獲一隻右手無名指指紋，故懷疑匪徒成功騙得顏算信任才下毒手。

### 調查及拘捕
顏算被殺害後，警方展開調查，向多名人士錄口供，並翻看美彩樓的閉路電視片段，發現李瑞香在2008年3月4日早上11點01分尾隨顏算進入大廈，而且一起乘搭升降機到10樓，看起來是專情前來探望顏算的，至11點42分卻只有李瑞香獨自離開大廈；警方遂鎖定李瑞香為目標人物，在5月9日向公眾懸紅30萬元通緝。5月11日，一名市民在網上看到通緝，發覺那是他認識的李瑞香，於是向警方舉報，警方根據該線報，於5月14日早上在天水圍官立小學外拘捕李瑞香。被捕後，警方確認在顏算家門門柄上檢獲的右無名指指紋屬於李瑞香，亦懷疑她另外涉及數宗犯案手法相似的長者謀殺案，但她堅決否認。

## 審訊
2008年5月16日、21日、6月18日、7月29日及9月5日，案件在九龍城裁判法院提訊。控方先後起訴被告李瑞香2項謀殺及1項盜竊罪名，控罪指李瑞香於2006年12月6日至8日在石圍角邨石芳樓504室內謀殺81歲老婦吳基鑾；2008年3月4日在石硤尾邨美彩樓1139室內謀殺87歲老婦顏算；包括2008年2月23日在大窩口邨一單位內偷竊70餘歲老翁梁有漢現金10,000元在內的5宗長者盜竊案。控方透露在警方的認人手續中，一名證人成功辨認出李瑞香與顏算曾於案發期間一同出現。（聆訊案件編號：KCCC 2898/2008）
2009年8月18日，案件於香港高等法院開審，李瑞香否認2項謀殺罪名。控方宣讀開案陳詞，指2名受害老婦均是獨居長者，2006年12月8日，首名受害者吳基鑾的鄰居察覺已有2天未見她露面，便透過門上信箱查看裡面環境，發現她倒臥客廳地上死亡；至於次名受害者顏算，其誼子於2008年3月6日和7日曾致電她，惟聯絡不上，遂在3月7日登門探訪，發現她倒卧廚房死亡。警方根據案發大廈的升降機閉路電視片段找出李瑞香，並於5月14日拘捕她，她向警方承認自己是想向2名受害老婦要錢而錯手殺害她們。另外，由於在2008年2月23日被盜竊的老翁梁有漢在審訊前已離世，控方沒有就盜竊一罪作出起訴。（案件編號：HCCC 4/2009）

### 證人作供
吳基鑾的鄰居出庭作供表示，2006年12月6日傍晚，她下班回家時仍見吳基鑾在家中打開大門看電視，至12月8日，她與其他鄰居談起已有2天沒有見過吳基鑾，且其寓所大門是罕有地關上，故嘗試敲門並透過門上信箱查看裏面環境，赫見吳基鑾躺在客廳地上一動不動，遂報警。
顏算的鄰居郭迎兒作供稱，2008年3月4日早上10時許，她與顏算在石硤尾街市相遇，由於顏算行動不便，她便幫忙把食物拿上樓。當天前往單數樓層的升降機停用，她們須改搭雙數樓層的升降機再往上走1層樓梯才可回到家。在升降機中，她們遇到一陌生女子（即李瑞香），陌生女子見顏算行動不便，遂攙扶到家，再向顏算索取鑰匙進屋，並從郭迎兒手中取過食物。
顏算的誼子作供指，顏算靠領綜援過活，沒有財政問題。2006年3月3日，他曾陪顏算到銀行提款3,000元，其中2,000用作醫藥費，餘款則由顏算保管。至3月6日及7日他致電顏算，惟無人接聽，於是在3月7日與其妻子一起登門探訪，但顏算也沒出來開門，他以後備鑰匙進屋，發現顏算倒卧在廚房地上，被毛毯蓋著，嘴部被膠帶封著，他立即著妻子報警。

### 被告供詞

#### 第一版本
控方在庭上播放李瑞香與警方首次錄影口供的片段，她稱十多年前在酒樓任職侍應時結識了茶客「阿梅」等一群主婦，至2000年其丈夫因癌症病逝，她因而獲賠償50萬元保險金，而「阿梅」得知後卻多番向她借錢，甚至介紹誼母吳基鑾及顏算向她借5萬元和3萬元，分別購買長生牌位和替兒子還債，最後她一共借出逾13萬元給3人。然而，她們從未償還分毫，李瑞香又因過度消費而連累兒子欠下數千元信用卡款項，令她自身經濟也出現問題，要申請綜援，其天華邨住所也因欠租被房屋署收回，因此她決定向3人討債。
2006年12月7日，她到吳基鑾的寓所討債3萬元，但吳基鑾不但拒絕還錢，更向她施襲，令她感到非常憤怒，隨手撿起一枝棍子瘋狂毆打吳基鑾的頭部，吳基鑾隨即倒臥血泊，她嚇得驚惶失措，立刻逃離現場。一段日子後，她仍然找不到「阿梅」討債，遂在2008年3月4日上門詢問顏算「阿梅」的下落及討債5萬元，顏算僅以福建話回應「不知道」和給予1副金耳環打發她，二人因而發生爭執。期間，顏算大吵大鬧又掌摑她，於是她用膠帶封著顏算嘴巴及用繩子綁著雙手，她在盛怒下腳踢顏算數下，見顏算沒有動靜，她以為是裝死，便離開現場去變賣金耳環。她表示殺害吳基鑾之後「心裡有根刺」，人生變得只是為了其親手撫養的孫女而活下去，不然就會跳樓自殺，她原本還計劃把孫女交給胞弟照顧便會自首，惟警方已早一步將她拘捕。

#### 第二版本
與警方第3次錄口供的片段中，李瑞香推翻了之前向2名受害老婦討債時反遭襲擊才錯手殺人一說，指前一版本是謊言，她亦解釋「阿梅」確有此人，但與受害老婦毫無關係，她和「阿梅」相識多年，惟不知道其全名、住址和電話號碼。此版本她改稱是向受害老婦借錢不遂且遇反抗，而2次犯案她均是事後始知出人命。

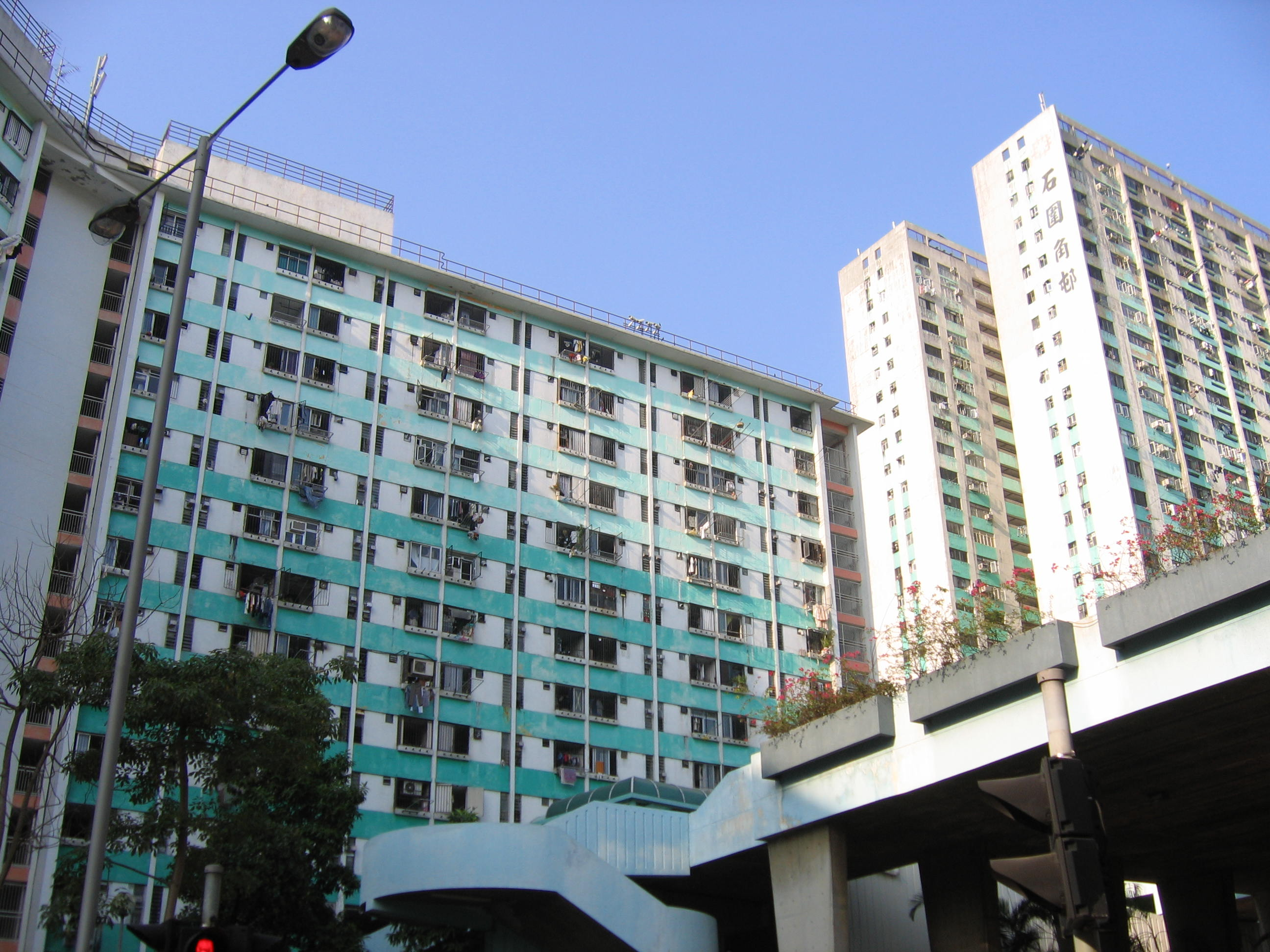
李瑞香在石圍角邨石芳樓的單位內殺害吳基鑾。圖中大廈為同邨之石蓮樓，並非涉事大廈。

她指出自己的經濟狀況非常惡劣，只靠著綜援生活。她於2006年12月6日早上在石圍角邨一家銀行外結識了吳基鑾，當時吳基鑾剛從菜市場買完菜正要回家，走上樓梯時不小心失足，李瑞香立即攙扶吳基鑾，順便幫吳基鑾拿食物回家再聊聊天。第二天（12月7日），她再次到吳基鑾的寓所聊天半小時，途中吳基鑾去泡茶時，她問吳基鑾借2,000元，吳基鑾聞言立刻拒絕，罵道：「我們才認識沒多久，你已經這麼厚臉皮地借錢？」並拿起剛泡好的熱茶潑向她，更動手打她，她遂出於自衞還手，她掐着吳基鑾的頸項，再從單位內的神台拿了一支1呎長的木棍打向吳基鑾的頭部和手臂一兩下，吳基鑾痛極難耐大聲呼叫，於是她以膠帶封起吳基鑾的嘴巴和綑綁雙手，再發瘋似的亂棍毆打，不久便發現吳基鑾已奄奄一息。她指自己沒想過會打死人，因此被嚇得驚惶失措，冷靜下來後她清理現場，她洗手和換上吳基鑾的拖鞋，並將自己染有血跡的鞋子、木棍及膠帶卷放進袋子裡，臨離開前她還把單位鑰匙插在大門的鑰匙孔裡，以吸引鄰里注意來拯救吳基鑾以免失救，離開後她將放有證物的袋子扔掉。
李瑞香續表示，她欠了兒子和朋友的債，導致連其天華邨寓所的房租都交不起。於是她在2008年3月4日早上11點到石硤尾打算找「阿梅」來還錢給她，途中她遇見顏算坐在一家餐廳的門口，然後顏算與一名女子（即鄰居郭迎兒）一起走進石硤尾邨美彩樓，她遂在後面跟著二人。3人乘大廈升降機到10樓，再走樓梯上1層到11樓，由於顏算行動不便，她攙扶顏算回到寓所，然後另一女子離去。甫關門，她便問顏算借幾百元，但顏算拒絕，她再三懇求顏算出錢幫她，顏算最終脫下1副金耳環給她，然後走出陽台，她追問顏算能否借她現金，顏算則再次拒絕並推開她，但她仍然堅持要求現金，顏算忍不住打了她一拳。同時，單位外有人發出聲響，她立刻用手掩著顏算嘴巴避免其大聲呼救，再拿膠帶封起及用繩子綁起雙手，顏算嘗試撕下嘴巴的膠帶，故惹怒了李瑞香，她腳踢顏算的頭部2下，然後她發現顏算躺在地上毫無動靜，便拿毛毯蓋著倒在地上的顏算以免著涼，最後拿著金耳環離開現場到萬福珠寶以496元賣掉。

##### 控方反駁
控方質疑李瑞香在其口供及自辯中一直更改案情說法，而且各個版本細節互相矛盾，可見她沒有說出真相。例如控方問她為何2次和受害老婦爭執時，都可以隨手拿到膠帶、棍子、繩索等物品制服受害老婦，她均未能詳細解釋；而且受害老婦均年過八旬，根本無能力反抗，更遑論是受害老婦先動手打她。

### 專家證供
負責替吳基鑾驗屍的法醫高永富作供指，他於2006年12月8日到案發單位作初步觀察，看見吳基鑾倒臥在廁所外的大片血泊中、臉朝天並被毛巾覆蓋、雙手被膠帶綑綁著、屍體已呈現屍斑。驗屍發現吳基鑾頭部有10處傷勢，受7次堅硬鈍物襲擊而造成，手部和臉部有傷痕，前額、顴骨、上唇及8條右肋骨均有爆裂的情況，致死原因為頭部受創。
負責替顏算驗屍的法醫黃漢文則指，2008年3月7日到案發單位初步觀察時，看見顏算滿身血跡躺在廚房與廁所之間、雙手被繩索綑綁、嘴部被膠帶封起、臉上蓋著毛毯，右太陽穴及後腦有被硬物造成的傷痕。驗屍後發現身體上共有20處傷勢，其中7處為致命傷害，肺部有吸入自身嘔吐物的痕跡，致死原因亦是頭部受創，相信遇襲後昏迷了12個小時後才死亡。

## 判決
2009年8月28日，主審法官麥明康引導陪審團作出裁決。麥明康指陪審團應要判斷李瑞香是否自衞、沒有殺人傷人意圖或受到挑釁而犯案，以及決定犯案時是否真的有需要向2名受害老婦還擊來自我保護、所施用的暴力程度是否合理，若得出結論都是肯定，自衞而合法殺人的辯護便成立，謀殺罪名不會成立。但2名受害老婦均被殘忍襲擊至重傷而亡；而且吳基鑾遇害後，沒有任何財物損失，顯示李瑞香有可能並非存心謀財害命，陪審團亦應考慮這類證供來下判斷。
由5男2女組成的陪審團退庭商議2個多小時後，一致裁定李瑞香2項謀殺罪名成立，判處終身監禁。

## 分析
西九龍總區防止罪案科總督察徐睿歡迎李瑞香得到法律制裁，指犯案手法兇殘，為了價值不高的財物而奪去了2條寶貴的性命。她呼籲長者切勿輕易相信及透露個人狀況資料予陌生人，更不要隨便讓陌生人進入住所，外出時亦須提高警覺，及養成與親友報平安的習慣，以免歹徒有機可乘。萬一不幸遇劫，不要反抗避免受襲，應緊記匪徒容貌，於事後報警。此外，鄰里若發現相熟長者身邊有陌生人同行，不妨上前查問一下，保障長者安全。
香港城市大學犯罪學教授黃成榮指出，獨居長者由於「無人無物」而容易成為匪徒搶劫目標，因為對老人較易下手，事後亦能安全逃走。當長者反抗或呼救時，匪徒擔心東窗事發便會制止，卻沒顧慮到長者身體不能挨打而殺了人。

## 註解
1. ↑  雖然她已經搬離天華邨單位，但仍然沒還清欠租
2. ↑  除了這宗盜竊案之外，李瑞香還另外涉及4宗長者盜竊案。
3. ↑  顏算原本與誼子一起提款了3,000元，其中2,000花去看病，而剩下的1,000元裡有100元用以購買糧食，最後只剩900元
4. ↑  例如發生在2006年11月17日的老婦謀殺案，74歲老婦郭貴珍被發現手腳被綑綁、身體被衣物覆蓋地倒臥床上死亡、身上傷痕累累，其部分財物也被劫走。[23]
5. ↑  意思為：什麼親友也沒有

## 外部連結
- HKSAR v. LI SUI HEUNG CACC 304/2009 （页面存档备份，存于）（上訴法庭判詞）、HCCC 4/2009 （页面存档备份，存于）（依例判處終身監禁的報告）（英文）